# Elektra Records
Elektra Records je americké hudební vydavatelství, které vlastní Warner Music Group. Vydavatelství založili v roce 1950 Jac Holzman a Paul Rickholt. Název „Elektra“ dal vydavatelství Holzman, který jej pojmenoval po postavě z řecké mytologie jménem Élektra (v angličtině Electra), který o tom později prohlásil, že dal názvu vydavatelství „K“, které jemu ve jméně chybí. Mezi nejvýznamnější hudební interprety vydavatelství patří Queen, Paul Butterfield Blues Band, Love, The Doors, The Stooges či MC5.